# Кугаре
Кугаре (лат. Bombycilla) род су птица из истоимене монотипичне породице (лат. Bombycillidae) из реда певачица.

## Систематика
О класификацији породице Bombycillidae у научним круговима постоје извесне недоумице. Неки научници род Bombycilla третирају као једини род у овој породици, док други у њу сврставају још неке родове. То су родови Phainoptila, Ptilogonys и Phainopepla који су традиционално сврставани у породицу Ptiliogonatidae, затим монотипични род  (врста ) из монотипичне породице Hypocoliidae, и монотипични род  (врста ) из монотипичне породице Dulidae. Скорашње молекуларне анализе потврђују њихову сродност и идентификују их као један кладус, али у њега укључују и врсту Hylocitrea bonensis из монотипичног рода Hylocitrea који је традиционално сврставан у породицу , мада постоји и мишљење да врста Hylocitrea bonensis и род Hylocitrea чине посебну породицу Hylocitreidae.

### Врсте
Род Bombycilla обухвата три врсте:

## Галерија
- B. garrulus
- B. cedrorum
- B. japonica